# トーマス・ウォルター (植物学者)
トーマス・ウォルター（Thomas Walter、1740年9月4日 - 1789年1月18日）は、イギリス生まれでアメリカ合衆国、ノースカロライナ州の農園主である。ノースカロライナの植物を収集し、1788年に『カロライナの植物』を出版した。
その生涯については知られていないが、ハンプシャー生まれで、若い時代にアメリカに移民として渡り、サンチー川（Santee River）の岸に農園を開いた。自分の農園の50マイルの地域の植物を採集し研究した。友人のスコットランドの植物学者、ジョン・フレーザー（John Fraser :1750-1811）に標本を送った。1000以上の種と（そのうちの200以上はヨーロッパで知られていない種であった）475の属（32の属は新種であった）の記述を行った。フレーザーが1788年に『カロライナの植物』（Flora caroliniana）というタイトルで出版した。リンネの二名法で分類された北アメリカの植物誌としたは初の著作となった。ウォルターが記載した種にはラン科のシプリペディウム・レギナエ（Cypripedium reginae）がある。
フレーザーに送られた標本は1849年にロンドン・リンネ協会に購入され、その後、1863年に大英博物館に収蔵されたが、劣化した状態であった。
ヒガンバナ科の種、Crinum walteriなどに献名されている。

## 著作
- Flora caroliniana, 1788